# Клірмонт (Міссурі)
Клірмонт (англ. Clearmont) — місто (англ. city) в США, в окрузі Нодавей штату Міссурі. Населення — 158 осіб (2020).

## Географія
Клірмонт розташований за координатами 40°30′29″ пн. ш. 95°1′58″ зх. д. / 40.50806° пн. ш. 95.03278° зх. д. (40.507938, -95.032805).  За даними Бюро перепису населення США в 2010 році місто мало площу 0,42 км², уся площа — суходіл.

## Демографія
Згідно з переписом 2010 року, у місті мешкало 170 осіб у 90 домогосподарствах у складі 51 родини. Густота населення становила 405 осіб/км².  Було 110 помешкань (262/км²).
Расовий склад населення:
| - 98,8 % — білих |

До двох чи більше рас належало 1,2 %. Частка іспаномовних становила 0,0 % від усіх жителів.
За віковим діапазоном населення розподілялося таким чином: 13,5 % — особи молодші 18 років, 53,0 % — особи у віці 18—64 років, 33,5 % — особи у віці 65 років та старші. Медіана віку мешканця становила 51,5 року. На 100 осіб жіночої статі у місті припадало 93,2 чоловіків;  на 100 жінок у віці від 18 років та старших — 90,9 чоловіків також старших 18 років.
Середній дохід на одне домашнє господарство  становив 42 896 доларів США (медіана — 30 000), а середній дохід на одну сім'ю — 47 125 доларів (медіана — 36 875). За межею бідності перебувало 18,0 % осіб, у тому числі 37,1 % дітей у віці до 18 років та 6,3 % осіб у віці 65 років та старших.
Цивільне працевлаштоване населення становило 79 осіб. Основні галузі зайнятості: виробництво — 21,5 %, освіта, охорона здоров'я та соціальна допомога — 19,0 %, будівництво — 13,9 %, транспорт — 12,7 %.